# Gustav Behrend
Gustav Behrend (Szczecinek, 10 gennaio 1847 – 1925) è stato un dermatologo tedesco.

## Biografia
Nel 1870 riceve il dottorato di medicina presso l'Università di Berlino e durante la guerra franco-prussiana fu assistente della Reserve Lazareth di Berlino. Nel 1882 diventò docente a Berlino e nel 1891 fu nominato capo medico presso l'ambulatorio comunale per malattie sessuali. Nel 1897 riceve il titolo di professore.
Behrend si specializzò nei settori della dermatologia e della sifilologia, ma anche sulla prostituzione. Fu autore di numerose pubblicazioni, tra cui un libro di testo riguardanti le malattie della pelle, intitolato Lehrbuch der Hautkrankheiten (1883). Ha anche contribuito a una serie di articoli come Real-Encyclopädie der gesamten Heilkunde di Albert Eulenburg.

## Opere principali
- Ueber Erythema Exsudativum Multiforme Universale, (1877)
- Pemphigus, Syphilis Hæmorrhagica etc., (1879)
- Ueber Pityriasis, zur Lehre von der Vererbung der Syphilis etc., (1881)
- Über vaccinale Hauteruptionen (1881)
- Lehrbuch der Hautkrankheiten, (1883)
- Ueber Komplikation von Impetigo Contagiosa und Herpes Tonsurans, (1884)
- Wirkung des Lanolin bei Hautkrankheiten etc., (1886)
- Ueber Anthrarobin, (1888) - On anthrarobin.
- Nervenläsion und Haarausfall, (1889)
- Ueber die Gonorrhoebehandlung Prostituirter, (1898)